# Kościół św. Marcina w Jarocinie
Kościół św. Marcina w Jarocinie – jedna z najstarszych świątyń w Wielkopolsce znajdująca się w Jarocinie. 

## Historia
Pierwsza informacja o kościele pochodzi z 1257 roku. Był to wówczas kościół drewniany zbudowany przez dziedziców Jarocina Jarockich, herbu Rawicz. W latach 1773–1787 Jan Radoliński, podkomorzy wschowski dokonał gruntownej przebudowy kościoła. 

## Architektura i wnętrze
Kościół wybudowany na rzucie krzyża greckiego, orientowany, jednonawowy. W kościele znajduje się 5 ołtarzy: Wielki ołtarz, ołtarz św. Anny, Przemienienia Pańskiego św. Stanisława Kostki i ołtarz Matki Boskiej Bolesnej w Kaplicy Radolińskich.
Największą uwagę przyciąga ołtarz główny zbudowany w XVIII w. w stylu klasycystycznym. Ciekawe są również drewniane barokowe rzeźby św. Andrzeja Ap, św. Stanisława Kostki, św. Stanisława Bpa., św. Nepomucena św. św. Franciszka Ksawerego, św. Jakuba Apostoła.
W kościele znajduje się również XVIII wieczna barokowa ambona przyozdobiona figurami świętych. Dawniej w ołtarzach bocznych znajdowały się dwie ambony jednak ich sporych rozmiarów konstrukcja groziła zawaleniem. Jedna z nich (murowana, przetrwała ok. 90 lat) była umiejscowiona obok kaplicy Matki Boskiej Bolesnej. Przedstawiała łódź św. Piotra z wiosłami, liną i masztem oraz sieć pełną ryb. Druga ambona (tzw. ślepa) była po przeciwległej stronie ołtarza. Stał na Niej posąg Chrystusa z prawą ręką błogosławiąca wiernych, natomiast w lewej ręce trzymał kule ziemską.  Ambonę zdemontował w 1867 roku Władysław Radoliński.

## Organy
Pierwsza znana informacja o organach w tym kościele pochodzi z 1777 r. i wspomina ona pracę przy nowym instrumencie. W aktach kościelnych z 1823 r. zapisano, że od kilkunastu lat świątynia nie dysponuje żadnym instrumentem. Kolator kościoła Ignacy Radoliński zamówił około 1815 r. organy u Rafała Ostrowskiego z Pyzdr, które ustawiono dopiero w 1823 r. W 1865 r. organy wymagały remontu i nie były już wtedy używane w trakcie liturgii. Przebudowę instrumentu, którą ukończono na Wielkanoc 1867 r., wykonał Jan Spiegel z Rychtala. W 1899 r. znów były w złym stanie technicznym, jednakże zdecydowano się jedynie na doraźne prace, które ponownie wykonał Spiegel.
W 1908 r. podjęto starania o budowę nowego instrumentu. Jako wykonawca brany był pod uwagę nowy właściciel zakładu Spiegla – Józef Bach, jednak dzięki znajomościom budowę powierzono firmie Alexandra Schukego. Zaprojektował on 14-głosowe organy za kwotę 3978 marek. Organmistrz zdecydował się usunąć z projektu dwa głosy, przez co kwota obniżyła się do 3368 marek. Ostatecznie na początku 1909 r. postawiono 14-głosowe organy za niższą kwotę. W 1911 r. Schuke gruntownie wyczyścił organy po pracach remontowych w kościele. Warto wspomnieć, że spis prac Schukego wskazuje, że organy w Jarocinie o numerze opusowym 49 miały powstać w 1908 r. i liczyć 13 głosów.
W 1917 r. z  instrumentu zabrano piszczałki prospektowe, które uzupełniono w 1925 r. oraz wykonano szafę ekspresyjną dla manuału II. Prace te wykonał Józef Bach. W 1928 roku, dzięki pomysłowi i staraniom Lucjana Kunca, Bach dodał do organów trzy głosy oraz urządzenie Tremolo.
Dyspozycja instrumentu:
| Manuał I             | Manuał II       | Pedał              |
| Hauptwerk            | Oberwerk        |                    |
| -------------------- | --------------- | ------------------ |
| 1. Bordun 16'        | 1. Prinzipal 8' | 1. Violon 16’      |
| 2. Prinzipal 8'      | 2. Gemshorn 8’  | 2. Subbass 16’     |
| 3. Gambe 8'          | 3. Aeoline 8’   | 3. Echo Bass 16' * |
| 4. Hohflöte 8'       | 4. Gedackt 8’   | 4. Cello 8'        |
| 5. Rohrflöte 4'      | 5. Flöte 4'     |                    |
| 6. Octave 4'         |                 |                    |
| 7. Cornett 3 fach    |                 |                    |
| 8. Bourdun Echo 8' * |                 |                    |
| 9. Vox humana 8’ *   |                 |                    |

## Galeria

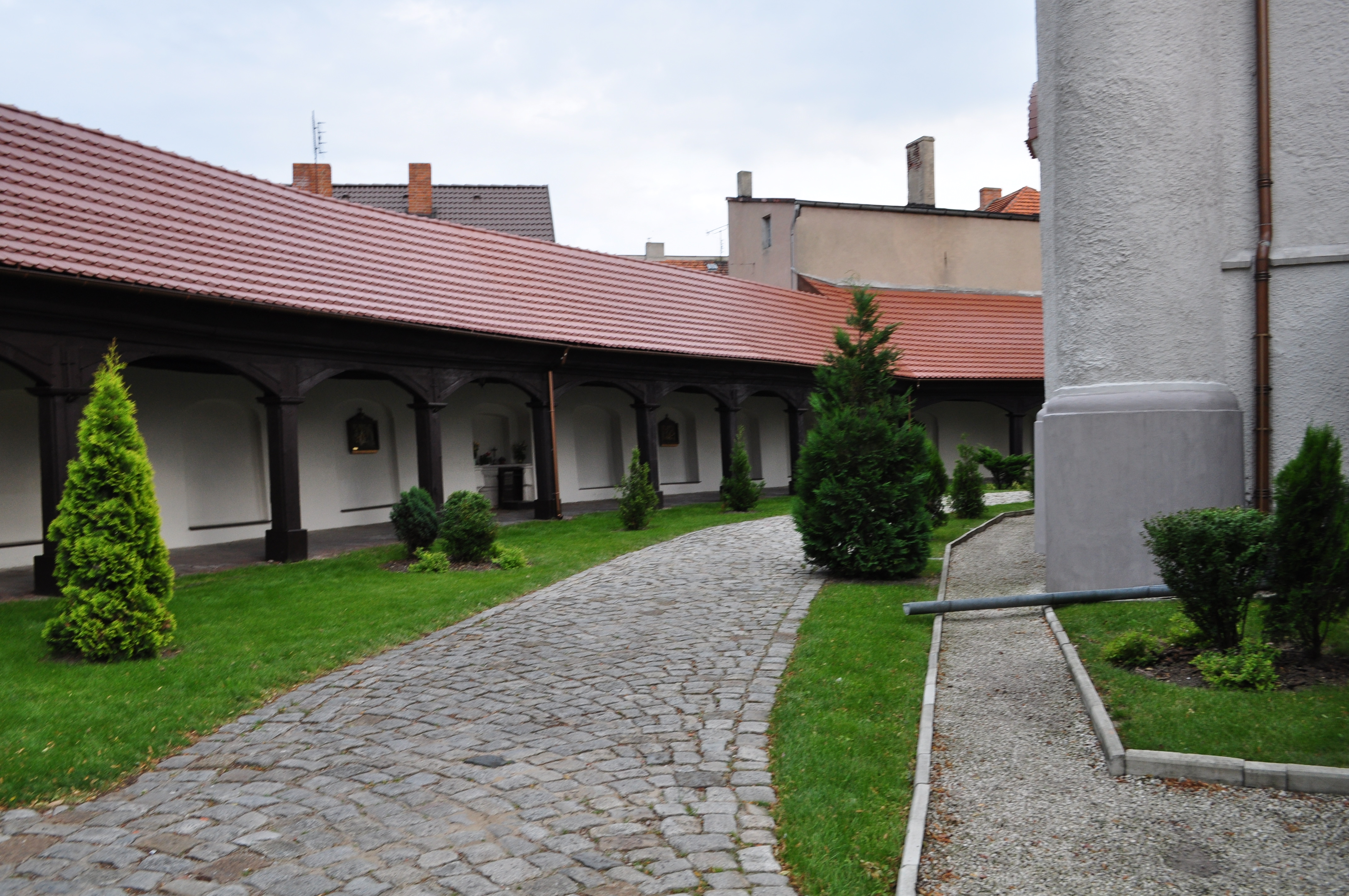
Krużganek
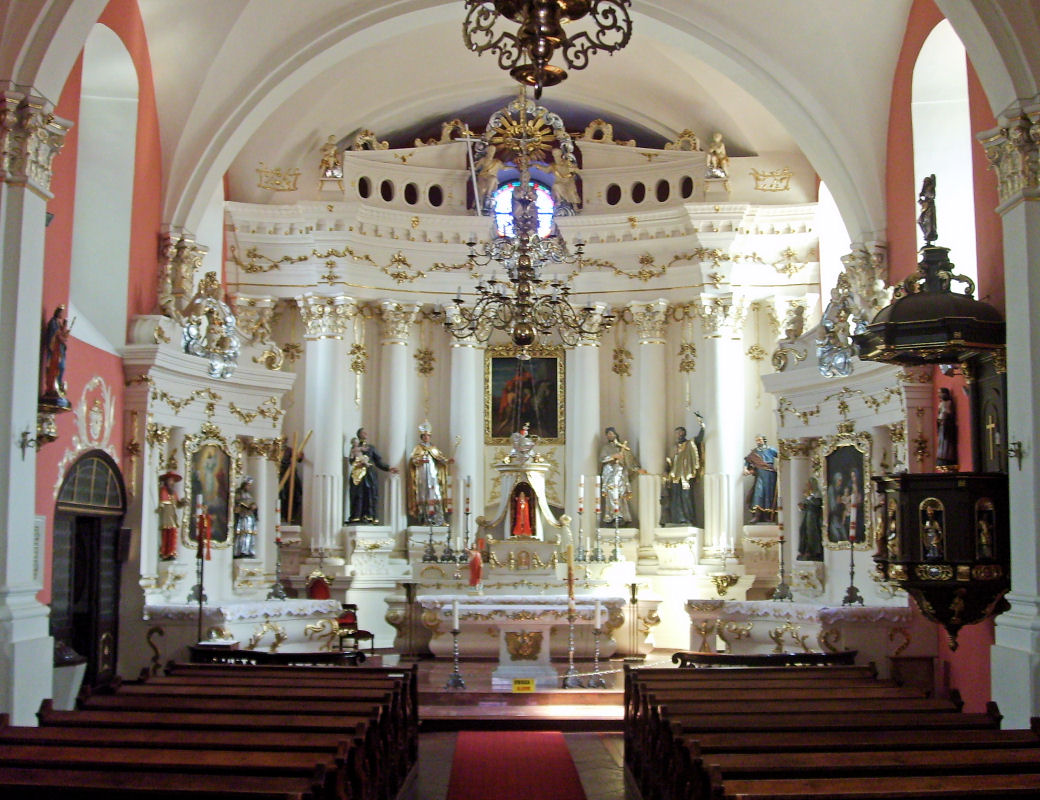
Wnętrze kościoła, ołtarz
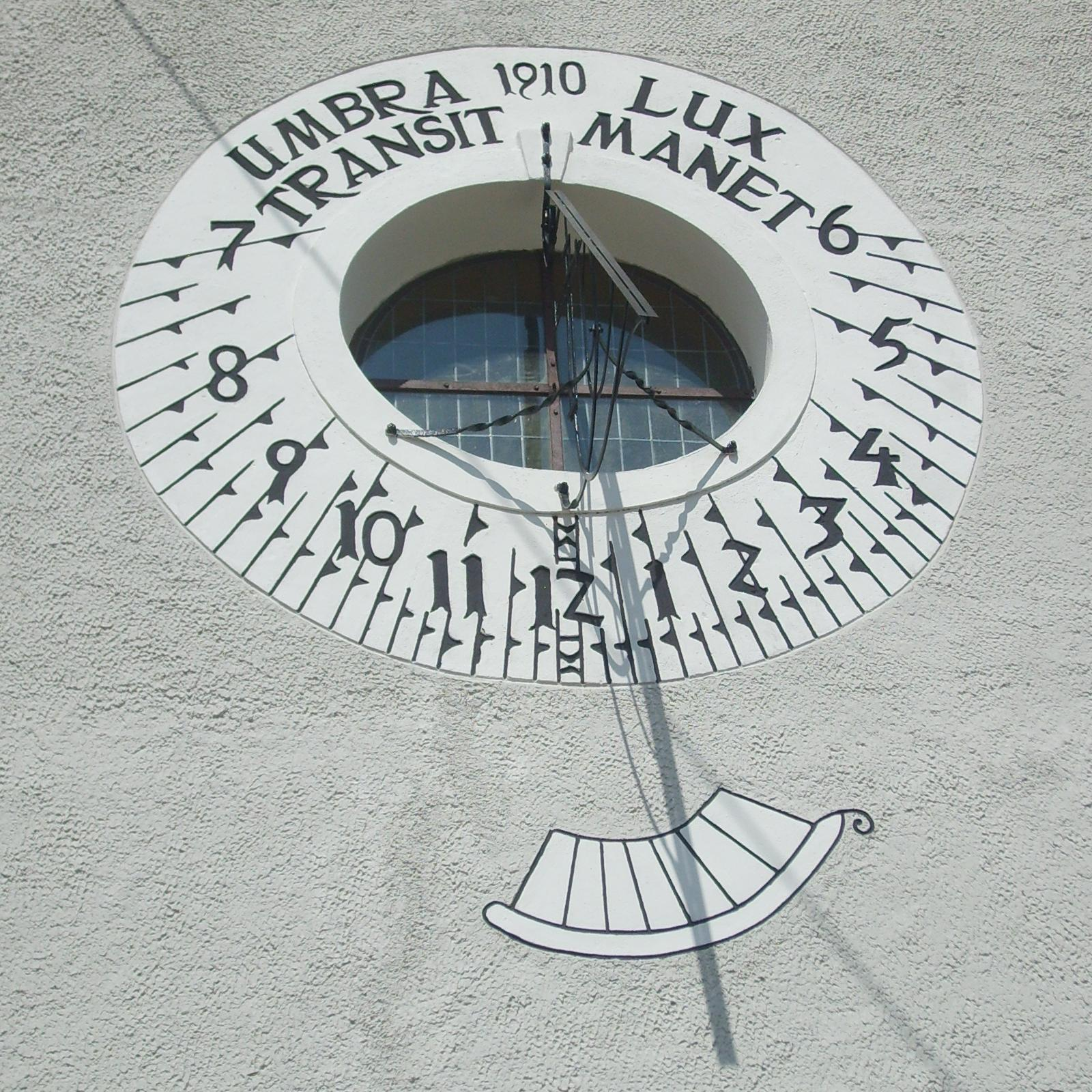
Zegar słoneczny na ścianie kościoła
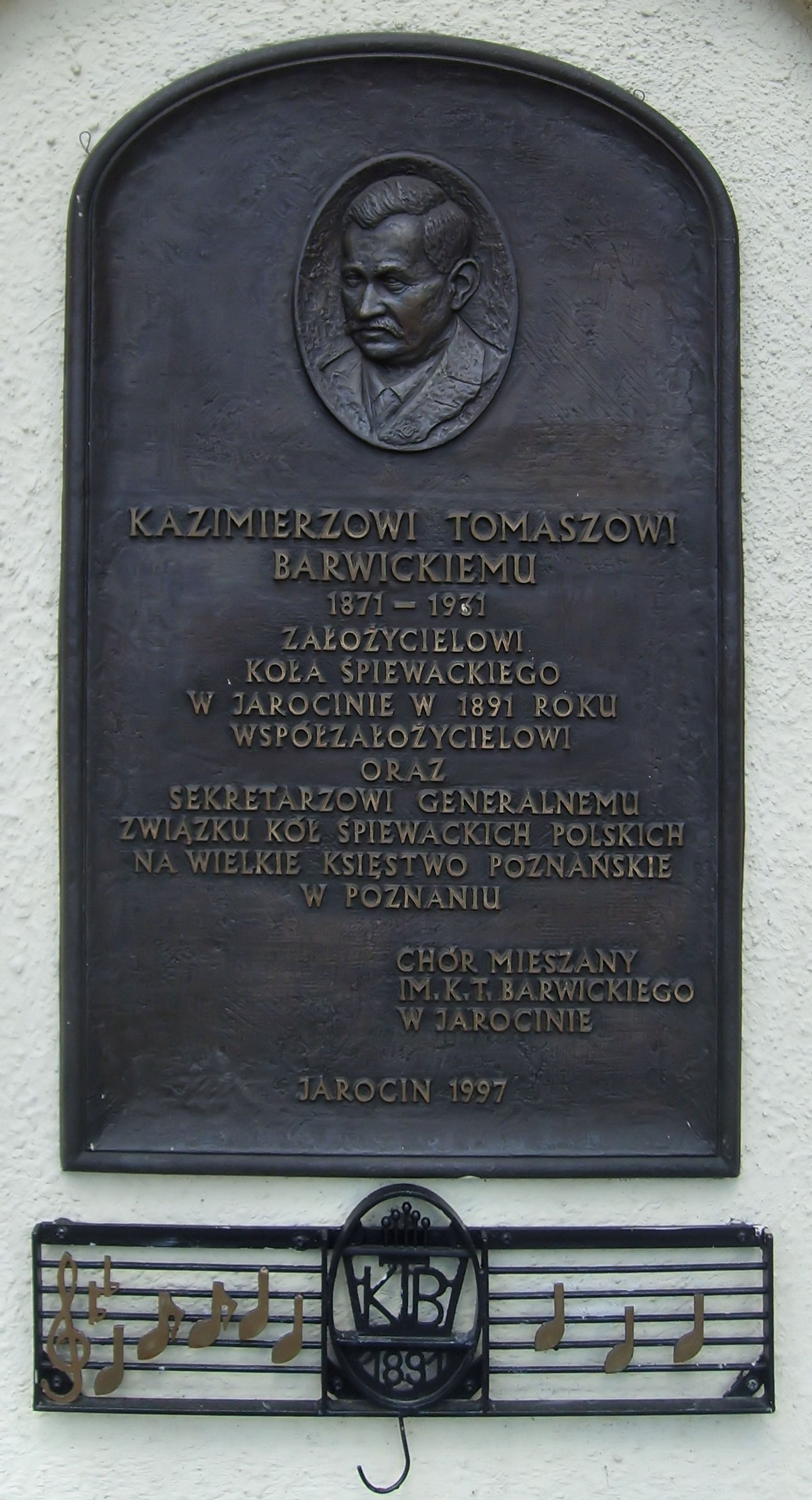
Kazimierz Barwicki - tablica pamiątkowa